# ميريل جوان غربر
ميريل جوان غربر (بالإنجليزية: Merrill Joan Gerber)‏ (15 مارس 1938، بروكلين في الولايات المتحدة)؛ كاتِبة وروائية أمريكية.